# Hepneriana inquinata
Hepneriana inquinata är en insektsart som först beskrevs av Irena Dworakowska 1994.  Hepneriana inquinata ingår i släktet Hepneriana och familjen dvärgstritar. Inga underarter finns listade i Catalogue of Life.